# Terror in the Mall
Der Film Terror in the Mall, in Deutschland auch unter den Namen The Mall – Flutkatastrophe im Shopping-Center, Die Flut – Panik im Kaufhaus und Der Dammbruch – Rettung aus den Fluten bekannt, ist eine deutsch-amerikanische Koproduktion aus dem Jahre 1998.

## Handlung
Es regnet viel in Pine Valley. Der Damm McKimson könnte brechen, daher fliehen die Ortsbewohner.
Aus einem Gefängnis in der Umgebung flieht einer der Insassen, er tötet dabei drei Personen. Der Sheriff von Pine Valley, Chris Maratos, hilft bei der Suche nach dem Mörder. Chris’ Frau Sheri, Sängerin Suzanne Price und andere Menschen befinden sich in einem Einkaufszentrum, als sie nach dem Dammbruch von den Fluten eingeschlossen werden. Der Mörder Glen Savoy ist ebenfalls dort.
Savoy nimmt Sheri als Geisel, die Polizeiverstärkung rückt an. Das Einkaufszentrum ist durch strömendes Gas explosionsgefährdet.

## Kritiken
- diepresse.com: „Etwas verunglückte Unglücks-Spannung“
- TV Movie: „Leider säuft auch die Spannung ab“
- „eine packende Mischung aus Actionthriller und Katastrophenfilm“ – Prisma[1]

## Bemerkung
Gedreht wurde im Filmstudio Babelsberg (Potsdam) mit einem Budget von 5,5 Millionen Dollar.